# Sport à Détroit (Michigan)
La ville de Détroit et sa banlieue ont une grande variété de sports professionnels et universitaires à suivre.

Les plus populaires des équipes professionnelles sont:
| Équipe               | Ligue                    | Stade                | Création | Titres |
| -------------------- | ------------------------ | -------------------- | -------- | ------ |
| Lions de Détroit     | NFL (football américain) | Ford Field           | 1930     | 4      |
| Pistons de Détroit   | NBA (basket-ball)        | Little Caesars Arena | 1941     | 3      |
| Red Wings de Détroit | NHL (hockey sur glace)   | Little Caesars Arena | 1926     | 11     |
| Tigers de Détroit    | MLB (baseball)           | Comerica Park        | 1894     | 4      |

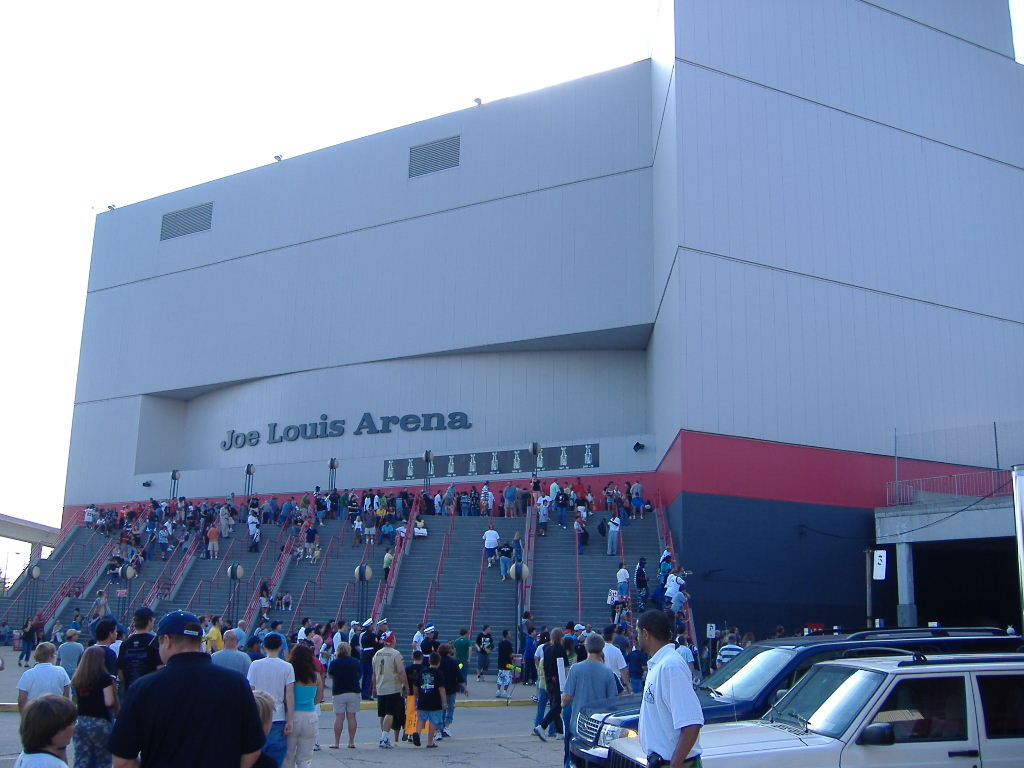
Le Joe Louis Arena des Red Wings de Détroit.

Trois des équipes jouent dans la ville de Détroit. Il y a trois endroits actifs de sports dans le centre-ville : Le Comerica Park, domicile des Tigers, de 41 070 places; le Ford Field, domicile des Lions, de 65 000 places (normalement peuvent s'asseoir au moins 80 000 spectateurs si c'est nécessaire) et le Joe Louis Arena, domicile des Red Wings, de 19 983 places pour le hockey (20 153 pour le basket-ball). Les Pistons jouent dans la banlieue d'Auburn Hills, au Palace of Auburn Hills, une salle omnisports de 22 076 places. 
Les autres équipes sportives de la région incluent l'Ignition de Détroit de la MISL (football en salle) et les Panthers de Détroit de l'ABA (ligue mineure de basket-ball).
Au niveau universitaire, il y a les équipes de l'Université de Detroit-Mercy et l'Université de Wayne State, tous les deux dans la ville de Détroit. Les équipes, avec de nombreux supporters, de l'Université du Michigan (s'appellent les Michigan Wolverines) jouent environ à 50 kilomètres à l'ouest de Détroit, à Ann Arbor. Le Michigan Stadium est le plus grand stade du football américain aux États-Unis, avec 107 501 places.    
Détroit a proposé d'accueillir les Jeux olympiques d'été plus souvent que n'importe quelle autre ville candidate non retenue, participant aux élections olympiques internationales du Comité pour les jeux de 1944 (3e, derrière le gagnant Londres), 1952 (5e rang), 1956 (4e), 1960 (3e), 1964 (2e), 1968 (2e) et 1972 (4e). En 2007, la ville a envisagé une candidature pour les JO d'été de 2020.